# Västerby
Västerby est une localité de Suède dans la commune d'Hedemora située dans le comté de Dalécarlie.
Sa population était de 374 habitants en 2019.